# Campeonato Europeu de Hóquei em Patins Feminino Juniores
O Campeonato Europeu de  Hóquei em Patins Feminino Sub-20 era a segunda competição de seleções europeias femininas de Hóquei em Patins. Esta competição acontecia de dois em dois anos e era organizada pelo CERH. As primeiras 5 edições foram disputadas no escalão de sub-19 (duas primeiras não oficiais), mas a partir de 2010 passou-se a disputar em sub-20. A edição seguinte que deveria ter sido disputada em 2012 não se realizou devido à falta de participantes.

## Campeonatos da Europa de Hóquei em Patins Feminino Sub-20

### Classificações
| Ano  | Ed | Local               | Vencedor | 2º Lugar | 3º Lugar   |
| ---- | -- | ------------------- | -------- | -------- | ---------- |
| 2010 | 4ª | Darmstadt, Alemanha | Espanha  | Alemanha | Inglaterra |
| 2009 | 3ª | Mealhada, Portugal  | Espanha  | Portugal | Inglaterra |
| 2008 | 2ª | Cestas, Espanha     | Espanha  | França   | Alemanha   |
| 2007 | 1ª | Luso, Portugal      | Espanha  | Portugal | Alemanha   |

### Tabela das Medalhas
| Ordem | País       | Medalha de ouro | Medalha de prata | Medalha de bronze | Total |
| ----- | ---------- | --------------- | ---------------- | ----------------- | ----- |
| 1     | Espanha    | 4               | 0                | 0                 | 4     |
| 2     | Alemanha   | 0               | 1                | 2                 | 2     |
| 2     | Portugal   | 0               | 2                | 0                 | 2     |
| 4     | França     | 0               | 1                | 0                 | 1     |
| 5     | Inglaterra | 0               | 0                | 2                 | 2     |